# Selenoproteïna J
La selenoproteïna J va ser descrita per primera vegada al genoma de l'organisme Tetradon nigroviridis. Aquesta selenoproteïna presenta una distribució reduïda, ja que, de moment, s'ha trobat únicament en els genomes d'alguns peixos i en eriçons de mar. Per altra banda, s'han descrit homòlegs en cisteïna de SelJ en dues espècies de cnidaris, en el peix T.cystophora i Hydra magnipapillata, i també en alguns vertebrats. Això no obstant, a diferència de la majoria de selenoproteïnes conegudes, SelJ no es troba en els genomes de mamífers, ni com a selenoproteïna ni com a homòleg en cisteïna.
La funció de la selenoproteïna J no està gaire clara, tot i així, les dades experimentals suggereixen que podria tenir un paper estructural, en lloc del paper enzimàtic associat a la majoria de selenoproteïnes.
SelJ presenta una alta similitud amb les proteïnes CrystallinJ1, i junt amb aquestes, defineixen una família única englobada dintre la superfamília dels enzims ADP-ribosiladors.
Es creu que aquesta proteïna és un homòleg distant de Sep 15 i com ella, té un plegament de tipus tioredoxina i un motiu redox. SelM es troba al Reticle Endoplasmàtic i a l'Aparell de Golgi i diversos estudis han suggerit que la seva funció, tot i que no està completament aclarida, podria estar implicada en la resposta cel·lular antioxidant i/o en la mort per apoptosi. A més a més, estudis actuals estan postulant que pugui tenir una funció neuroprotectora.